# Powiat Neustadt (Prusy Zachodnie)
Powiat Neustadt i. Westpr., Powiat Neustadt in Westpreußen, Powiat Neustadt (Westpr.), Powiat Neustadt (Westpreußen), Powiat Neustadt (niem. Landkreis Neustadt i. Westpr., Kreis Neustadt i. Westpr., Landkreis Neustadt in Westpreußen, Kreis Neustadt in Westpreußen, Landkreis Neustadt (Westpr.), Kreis Neustadt (Westpr.), Landkreis Neustadt (Westpreußen), Kreis Neustadt (Westpreußen), Landkreis Neustadt, Kreis Neustadt; pol. powiat wejherowski) – dawny powiat na terenie Prus istniejący od 1818 do 1920. Wchodził w skład rejencji gdańskiej i prowincji Prusy Zachodnie. Siedzibą powiatu było Wejherowo. Obszar powiatu znajduje się obecnie w województwie pomorskim.

## Historia
Powiat powstał 1 lipca 1818 r. Od 3 grudnia 1829 do 1878 należał do prowincji Prusy. 1 października 1887 z części terenu powiatu utworzono powiat pucki. W 1920, zgodnie z ustaleniami traktatu wersalskiego część obszaru powiatu znalazła się w granicach Wolnego Miasta Gdańska, część pozostała przy Rzeszy Niemieckiej i została włączona do powiatu lęborskiego, natomiast resztę powiatu wraz z Wejherowem przyznano Polsce. W 1939 dotychczasowy polski powiat włączono do rejencji gdańskiej w okręgu Gdańsk-Prusy Zachodnie pod nazwą powiat morski (Seekreis). 25 czerwca 1942 nazwę powiatu zmieniono na Neustadt (Westpr.).
W 1910 na terenie powiatu znajdowały się dwa miasta (Wejherowo i Sopot) oraz 98 innych gmin.